# Andorf (Wettringen)
Andorf ist ein Ortsteil der Gemeinde Wettringen im nordrhein-westfälischen Kreis Steinfurt. 
Der Ort liegt nördlich des Kernortes Wettringen. Westlich und südlich des Ortes verläuft die Landesstraße L 567, am südlichen Rand und östlich fließt die Steinfurter Aa.

## Sehenswürdigkeiten
In der Liste der Baudenkmäler in Wettringen (Münsterland) ist für Andorf seit dem Jahr 1985 der Spieker Termühlen als Baudenkmal eingetragen (Andorf 2).